# Похорон (фільм)
Похорон (англ. The Funeral) — американський фільм 1996 року режисера Абеля Феррари.

## Сюжет
Після вбивства Джонні Темпіо, його брати Рей і Чез, за законами сім'ї зобов'язані помститися за його смерть. Із завзятістю, властивою італійським мафіозі, вони вершать свій суд. Однак ця акція має трагічні наслідки для них самих.

## У ролях
| Актор                | Роль              |
| -------------------- | ----------------- |
| Крістофер Вокен      | Рей               |
| Кріс Пенн            | Чез               |
| Аннабелла Шиорра     | Джин              |
| Ізабелла Росселліні  | Клара             |
| Вінсент Галло        | Джонні            |
| Бенісіо Дель Торо    | Гаспаре           |
| Ґретчен Мол          | Хелен             |
| Джон Вентімілья      | Салі              |
| Пол Хіпп             | Гоул              |
| Віктор Арго          | Джуліус           |
| Джан ДіДонна         | Ray Sr            |
| Дмитро Праченко      | Сентері           |
| Пол Перрі            | молодий Рей       |
| Грегорі Перреллі     | молодий Чез       |
| Джоі Хеннон          | Middle Chez       |
| Роберт Міано         | Енріко            |
| Френк Джон Хьюз      | Бакко             |
| Ендрю Фісцелла       | свідок вбивства   |
| Ентоні Алессандро    | доктор            |
| Роберт В. Кастл      | священик          |
| Санто Фаціо          | трунар            |
| Деніел Скарпа        | дитина            |
| Ніколас Де Сеглі     | Віктор            |
| Ембер Сміт           | Бріджит           |
| Іді Фалько           | промовець         |
| Девід Патрік Келлі   | Майкл Стейн       |
| Керрі Зласа          | Фокс              |
| Філ Нілсон           | Біллі             |
| Патрік МакГоу        | Механік           |
| Ленс Гуечія          | жертва у спогадах |
| Дуглас Кросбі        | Флорист           |
| Іда Бернардіні       | тітка Роза        |
| Джон Хойт            | Великий Джон      |
| Джон «Ча Ча» Чьярчія | Ча Ча             |
| Хезер Брекен         | Ліз               |
| Френкі Сі            | бармен Френк      |
| Чак Зіто             | Зіто              |
| Міа Бабаліс          | Міа               |